# Krueng Baro Bb Krueng
Krueng Baro Bb Krueng is een bestuurslaag in het regentschap Bireuen van de provincie Atjeh, Indonesië. Krueng Baro Bb Krueng telt 397 inwoners (volkstelling 2010).